# Профиль модема
Профиль модема — набор установок модема (конфигурация), используемых для его оптимального функционирования для тех или иных целей, в различных условиях: при разном состоянии телефонной линни, частотной характеристики линии, зашумлённости, наличии частых искровых помех и т. д.

## Стандартная конфигурация
Как правило, имеется несколько профилей — один хранит заводские настройки, остальные хранят конфигурации записанные пользователем. В качестве основного (рабочего), используется текущий профиль, в который могут записываться:
- значения профиля по умолчанию, направленного на максимальную стабильность и надёжность («медленно, но верно») обычно записываются заводские настройки. Выполняется посредством выполнения AT-команды AT&F0&W,
- значения профиля пользователя (запускается командой AT&F1&W). В отличие от первого профиля модема, второй профиль обычно нацелен на максимальную производительность, порой — в ущерб надёжности соединения (соединение может самопроизвольно разорваться).

У некоторых модемов, в связи с имеющейся возможностью использовать несколько профилей, в окончании AT-команды &W применяются цифра, определяющая номер конкретной конфигурации: &W0 (, &W1,…) (как вариант: &W1, &W2,…).
Путём дальнейшей отладки текущего профиля удаётся получить оптимальное соотношение надёжность/скорость.
В модемах, имеющих два текущих профиля, можно переключаться между ними, например, в ноутбуке, используемом как дома, так и на работе.
Значения профилей хранятся в постоянной памяти и доступны путём ввода с консоли управляющих команд:
| AT&Vn | Просмотр настроек в профиле n                   |
| AT&Wn | Запись настроек в профиль n                     |
| AT&Zn | Сброс настроек и загрузка настроек из профиля n |

## Удалённое конфигурирование (англ.Remote Configuration)
В некоторых модемах допускается изменение профиля модема, подключенного удалённо. В таком случае, удаленная конфигурация осуществляется конфигурацией профиля в пакетным режиме. Когда модем находится в режиме on-line, текущая конфигурация удалённого модема или один из его профилей могут быть вычитаны в один из локальных профилей пользователя модема. Затем этот профиль изменяется локально и в течение этого времени линия может быть разъединена.
Удаленное чтение и запись профиля выполняется командами *Rab и *Wab и работает только в режиме on-line. Скорость подключения и режим при этом не имеют значения. Удаленный модем должен быть установлен на приём удалённой конфигурации, путём выполнения команды AT*F1 (команда AT*F0 установит модем в режим отклонения запросов удаленного конфигурирования). Поскольку модем использует удалённый режим цифровой петли (англ. remote digital loopback), чтобы запросить информацию об удаленной конфигурации, чтобы принять запрос удаленного конфигурирования, на удаленном модеме также должен быть обеспечен удаленный запрос цифровой петли (команда AT&T4).
Пакетный режим удалённой конфигурации — удобная особенность, позволяющая предварительно сконфигурировать удаленный модем, отправив ему за один раз один из локальных профилей пользователя модема. Это особенно полезно, когда есть много удаленных модемов и набор стандартных конфигураций, доступно хранимых в профилях пользователя локально подключенного модема. Нужно только лишь однажды сконфигурировать удаленный модем одной из стандартных конфигураций, активизировав соответствующую удаленную конфигурацию.
Модификация локального профиля производится путём загрузки этого профиля как активных настроек, затем изменения их и сохранения активных настроек обратно в профиль. Затем, когда подключение восстановлено, конфигурация передаётся удаленному модему. Чтение удаленный профиля b в локальный профиль a выполняется командой: 

```
AT*Rab
```

| a=0…3 | Локальный профиль пользователя с соответствующим номером.   |
| b=0…3 | Профиль удалённого пользователя, с соответствующим номером. |
| b=4   | Удалённая активная конфигурация.                            |
| b=5   | Удаленная конфигурация по заводской настройке               |

После возвращения удалённого модема в состояние on-line локальный модем может выгрузить (записать) свои профили в профиль удалённого модема и удаленный модем будет перезагружен с новым профилем. Это выполняется командой:
```
AT*Wab
```

| a=0…3 | Локальный профиль пользователя с соответствующим номером.   |
| a=4   | Локальная активная конфигурация.                            |
| a=5   | Локальная конфигурация по заводской настройке.              |
| b=0…3 | Профиль удалённого пользователя, с соответствующим номером. |